# Inge Rudolph (Richterin)
Inge Rudolph (* 28. Juni 1957 in Kassel) ist eine deutsche Juristin. Sie war von 2012 bis 2021 Richterin am Bundesverwaltungsgericht.

## Leben und Wirken
Rudolph trat nach Abschluss ihrer juristischen Ausbildung 1986 in den Justizdienst des Landes Hessen ein und war zunächst dem Amtsgericht Kassel zugewiesen. 1989 wechselte sie zum Verwaltungsgericht Kassel. 1992 promovierte sie die Georg-August-Universität Göttingen zum Doktor der Rechte. Nach der Abordnung an den Hessischen Verwaltungsgerichtshof erfolgte dort 1993 ihre Ernennung zur Richterin am Verwaltungsgerichtshof. Von 1999 bis 2000 war Rudolph als wissenschaftliche Mitarbeiterin an das Bundesverwaltungsgericht abgeordnet. 2007 wurde sie zur Vorsitzenden Richterin am Verwaltungsgerichtshof ernannt.
Das Präsidium des Bundesverwaltungsgerichts wies Rudolph zunächst u. a. das Kommunalrecht, das Recht zur Regelung von Vermögensfragen, das Wirtschaftsverwaltungsrecht und dem für das Recht der freien Berufe zuständigen 8. Revisionssenat zu. Am 31. Dezember 2021 trat Rudolph in den Ruhestand.